# Carl Adolph Schultze
Carl Adolph Schultze (* 2. September 1758 in Weimar; † 6. Mai 1818 ebenda) war Hofadvokat und von 1798 bis 1811 Bürgermeister von Weimar.

## Leben
Schultze war der Sohn des Hofdiakons und späteren Oberhofkonsistorialrats Wilhelm Heinrich Schultze. Nach Vollendung seines juristischen Studiums ließ sich Schultze in seiner Vaterstadt als Advokat nieder und wurde 1781 Hofadvokat. 1798 wurde er zum ersten Bürgermeister gewählt, 1802 zum Fürstlichen Rat ernannt. Seine Amtsgeschäfte brachten ihn in Verbindung mit Johann Wolfgang Goethe, der den Bürgermeister als einen verdienten Geschäftsmann schätzte. Schultze übte sein Amt gemeinsam mit dem ökonomischen Bürgermeister Friedrich Kirsten bis Anfang 1811 aus. Danach erhielt er den Posten eines Justizmanns des Amtsbezirks Weimar, den er bis zu seinem Tod innehatte.
Schultze verehelichte sich am 21. November 1802 mit Henriette Charlotte Baldauf (* 2. Februar 1784 in Greiz; † 9. Januar 1851), Tochter des Reußischen Hoffouriers Johann Carl Baldauf in Greiz; er hinterließ vier Kinder.